# Działy, Distrito de Sieradz
Działy [ˈd͡ʑawɨ] es un pueblo ubicado en el distrito administrativo de Gmina Burzenin, dentro del distrito de Sieradz, Voivodato de Łódź, en Polonia central. Se encuentra aproximadamente a 3 kilómetros al oeste de Burzenin, a 16 kilómetros al sur de Sieradz, y a 5 kilómetros al suroeste de la capital regional Lodz.